# 関西電力黒部専用鉄道ハ形客車
関西電力黒部専用鉄道ハ形客車（かんさいでんりょくくろべせんようてつどうハがたきゃくしゃ）は、関西電力黒部専用鉄道の耐熱客車。

## 概要
関西電力黒部専用鉄道上部軌道の欅平上部駅から黒部川第四発電所前駅の間で運用されている。同路線の阿曽原駅から仙⼈⾕駅の間には「高熱隧道」と呼ばれる岩盤温度の高い区間があるため、耐熱構造になっている。

## 歴史
高熱隧道を含む上部軌道での人員輸送を安全に行うために登場し、仙人谷ダムや黒部川第四発電所の建設時にも運用されてきた。
1998年と2004年にアルナ工機及びアルナ車両で車両の新造が行なわれ、それ以前に運用されてきた車両は順次廃車となった。
2018年に上部軌道を含む黒部ルートのうち関係者のみが利用していた欅平から黒部ダムの間を一般開放する事が決定された。それに伴って安全対策の一環として本形式を含む車両を一新する事が決定された。機関車2両と客車10両を更新し、2023年度中に製造・置き換えが完了する計画になっている。新製される車両には非常時に前後の車両に移動できる貫通路が設置される。

## 構造

### 車体
断熱材を用いた耐熱構造の車体を採用している。車体形状は箱型で、全長が短いため、”マッチ箱のような車両”などと呼ばれる事もある。
扉は片側の側面に1ヶ所のみ設置されている。窓は各妻面と側面に設置されているが、開閉する事は出来ない。蒸気によって窓が曇っても車外を確認できるようにするため、各窓には車内から操作できる手動のワイパーが取り付けられている。
車内の高さは1メートル60センチ程で、大人が車内を移動する際はかがまなければならない高さである。
車体色は下部がオレンジ色（■）、上部がマルーン色（■）である[要出典]。

### 内装
座席配置は向かい合わせのロングシートである。扉付近に補助椅子が1個取り付けられている[要出典]。
車内から各窓に取り付けられたワイパーを手動で操作できるほか、手ブレーキの操作ができるハンドルも車内に設置されている。

### 走り装置
走り装置は単台車（二軸車）である。

### 制動装置
安全対策として貫通ブレーキを装備する改造が行なわれ、ブレーキの二重化も行なわれている。
手ブレーキを装備し、車内から操作できるよう、車内にハンドルが取り付けられている。

### 連結器
連結器は黒部峡谷鉄道で採用されているものと同じピン・リンク式連結器を装備している。

## 運用
本節では2020年代初頭現在の運用について記述する（過去の運用については＃歴史を参照）。
関西電力黒部専用鉄道のうち、上部軌道の欅平上部駅から黒部川第四発電所前駅間で運用されている。同区間内では関西電力黒部専用鉄道BB形蓄電池機関車に牽引されて走行する。
関西電力黒部専用鉄道上部軌道を含む「黒部ルート」と呼ばれるルートは、関西電力の⽔⼒発電設備の保守・運営のための人員や資機材を輸送専用ルートであり、本形式ではそれらの人員の輸送を主に行っている。
全般検査は黒部峡谷鉄道の宇奈月駅にある車庫で実施している。宇奈月駅への運搬は「貨物」扱いで、黒部峡谷鉄道の混合列車に連結されて行なわれる。本形式は車体が小さいため、検査時には車体を横倒しにする独特の検査方法も用いられている。また、修繕などのより大規模な作業は宇奈月駅から搬出の上、大阪で行われている。

## 現役車両
10両程度が現役で運用されている。これらの車両は1998年製と2004年製のグループである。
なお、2023年度中に車両の更新が行われる計画となっている（＃歴史を参照）。